# Valtònyc
José Miguel Arenas Beltrán, född 18 december 1993 i Sa Pobla, är en spansk rappare, känd som Valtònyc.